# Sík Ferenc
Sík Ferenc (Békéscsaba, 1931. március 25. – Budapest, 1995. január 16.) Kossuth- és Jászai Mari-díjas magyar rendező, érdemes- és kiváló művész, a Pécsi Nemzeti Színház örökös tagja.

## Életpálya
Magyar-történelem-francia szakos tanárként végzett 1957-ben, a Magyar Állami Népi Együttes egyik alapítója volt, valamint szólótáncosa, és vezette a tánckart. 1963-ban végzett a Színház- és Filmművészeti Főiskola rendezői szakán. 1963 és 1965 között az egri Gárdonyi Géza Színházban rendezett. 1965-ben a Pécsi Nemzeti Színházhoz szerződött, amelynek rendezője, 1975-től főrendezője lett.
1973-ban közreműködésével jött létre a Gyulai Várszínház, amelynek 1994-ig művészeti vezetője volt. 1982 és 1995 között a Nemzeti Színház rendezője, 1991-től főrendezője volt.
Mint vendég rendezett a szolnoki Szigligeti Színházban, a Békés Megyei Jókai Színházban, a Fővárosi Operettszínházban, a Veszprémi Petőfi Színházban, a Játékszínben, a Mikroszkóp Színpadon, a Thália Színházban, a Magyar Állami Operaházban, a Vígszínházban és a Rockszínházban. Rendezett külföldön is: Helsinkiben, Aachenben, Temesváron és Szabadkán.
Özvegye, Sík Veronika 1995-ben emlékére létrehozta a Sík Ferenc Alapítványt, amelynek díja a Sík Ferenc-emlékgyűrű lett.
Halálának 20. évfordulóján, 2015. január 16-án, a Nemzeti Színházban, ünnepélyes keretek közt avatták fel bronz mellszobrát, Mladonyiczky Béla alkotását.
Házának falán található emléktábláját, amelyet Madarassy István tervezett, szintén halálának 20. évfordulója alkalmából, születése évfordulóján, 2015. március 25-én leplezték le.
Békéscsabán 2016. június 7-én kamaraszínházat neveztek el róla.

## Színpadi rendezései

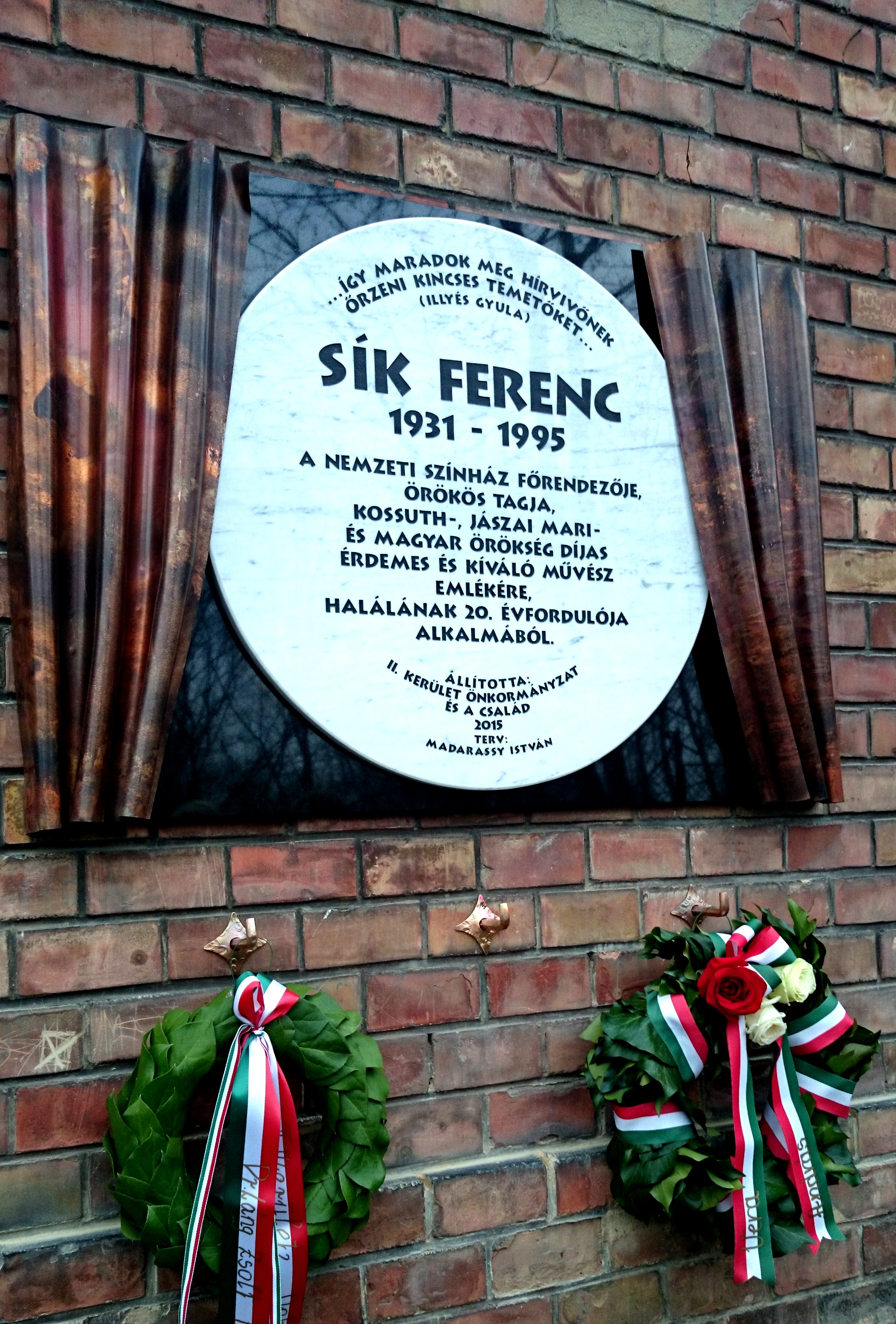
Sík Ferenc emléktáblája lakóházának falán, tervezte: Madarassy István

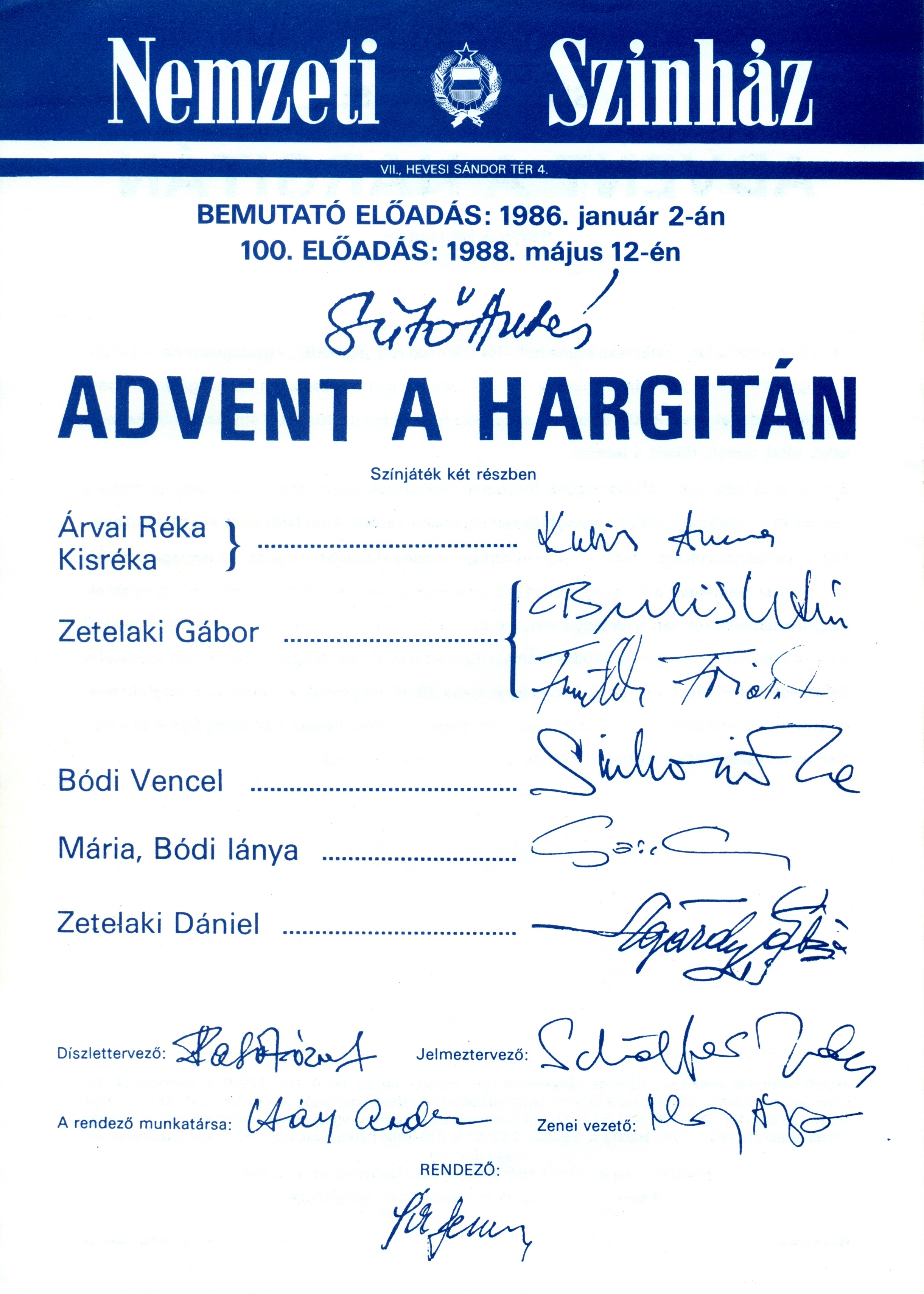
A Nemzeti Színház „Sütő András: Advent a Hargitán” 100. előadásának plakátja. Rendező: Sík Ferenc

A Színházi adattárban regisztrált bemutatóinak száma: 137.
- Bertolt Brecht–Kurt Weill: Koldusopera
- Goldoni: Két úr szolgája
- William Shakespeare: A vihar
- William Shakespeare: Tévedések vígjátéka
- Illyés Gyula: Dániel az övéi között
- Weöres Sándor: A holdbéli csónakos
- Tersánszky Józsi Jenő: Kakuk Marci
- Márai Sándor: A kassai polgárok
- Sütő András: Az álomkommandó
- Székely János: Dózsa
- Gyurkovics Tibor: Halálsakk
- Sütő András: Advent a Hargitán
- Gárdonyi Géza-Kárpáthy: Egri csillagok
- Alekszej Arbuzov: Irkutszki történet
- Vészi Endre: Ember, a szék alatt
- Kacsóh Pongrác–Petőfi Sándor–Bakonyi Károly: János vitéz
- Victor Hugo: Hernani
- Kálmán Imre: Marica grófnő
- Lehár Ferenc: Luxemburg grófja
- Heltai Jenő: Lumpáciusz Vagabundusz
- Julius Brammer: Cirkuszhercegnő
- Móricz Zsigmond: Nem élhetek muzsikaszó nélkül
- Bertolt Brecht: Állítsátok meg Arturo Uit!
- Dürrenmatt: A fizikusok
- Alfred Grünwald: Bál a Savoyban
- John Whiting: Ördögök
- Bródy Miksa: Leányvásár
- Luigi Pirandello: Nem tudni hogyan
- Huszka Jenő–Martos Ferenc: Gül baba
- Hernádi Gyula: Falanszter
- Hernádi Gyula: Antikrisztus
- René de Obaldia: Vadnyugati szél
- Száraz György: A nagyszerű halál
- William Shakespeare: Tévedések vígjátéka
- Oscar Straus: A csokoládékatona
- Csák Gyula: Terézia
- Illyés Gyula: Dupla vagy semmi
- John Steinbeck: Egerek és emberek
- William Shakespeare: A vihar
- Illyés Gyula: Orfeusz a felvilágban
- Tamási Áron: Ősvigasztalás
- Vörösmarty Mihály: Csongor és Tünde
- Csiky Gergely: Kaviár
- Lászlóffy Csaba: Nappali virrasztás
- Sárospataky István: Táncpestis
- Huszka Jenő: Mária főhadnagy
- William Shakespeare: Titus Andronicus
- Hubay Miklós–Vas István–Ránki György: Egy szerelem három éjszakája
- Kodály Zoltán: Háry János
- Michel de Ghelderode: A nagy halál balladája
- Illyés Gyula: Homokzsák
- Kodály Zoltán: Székelyfonó
- Sárospataky István: Fekete tűz
- Illyés Gyula: Sorsválasztók
- Bartók Béla–Balázs Béla: A kékszakállú herceg vára
- Bíró Lajos: A cárnő
- Alexandre Dumas: A kaméliás hölgy
- Móricz Zsigmond: Kismadár
- Kodály Zoltán: Psalmus Hungaricus
- Hubay Miklós: Késdobáló
- Molnár Ferenc: Olympia
- Székely János: Dózsa
- William Shakespeare: Rómeó és Júlia
- Hubay Miklós: Különös nyáréjszaka
- Illyés Gyula: Testvérek
- Zilahy Lajos: Zenebohócok
- Füst Milán: Az árvák
- Nagy András: Báthory Erzsébet
- Békés József: A legbátrabb gyáva
- Sárospataky István: Teakúra
- Hubay Miklós: Freud, az álomfejtő álma
- Sőtér István: Júdás
- William Shakespeare: A velencei kalmár
- Háy Gyula: A ló
- Háy Gyula: Attila éjszakái
- Müller Péter: Szomorú vasárnap
- William Shakespeare: Sok hűhó semmiért
- Vészi Endre: Le, az öregekkel
- Németh László: Galilei
- Szirmai Albert–Bakonyi Károly: Mágnás Miska
- Sütő András: Álomkommandó
- Illyés Gyula: Kegyenc
- Illyés Gyula: Lélekbúvár
- Csurka István: Megmaradni
- Peter Ustinov: Romanov és Júlia
- Tamási Áron: Ördögölő Józsiás
- Száraz György: A nagyszerű halál
- Csurka István: Szájhős
- Dale Wasserman-Mitch Leigh-Joe Darion: La Mancha lovagja
- Zilahy Lajos: Hazajáró lélek
- William Shakespeare: Antonius és Cleopátra
- Páskándi Géza: Tornyot választok
- William Shakespeare: Macbeth
- Illyés Gyula: Különc
- Hubay Miklós: Ők tudják mi a szerelem
- Sütő András: Az ugató madár
- William Shakespeare: Hamlet
- William Shakespeare: Lear király
- Frederick Loewe-Alan Jay Lerner: My Fair Lady
- Veress Dániel: Véres Farsang

## Színpadi koreográfiái
- Székely János: Caligula helytartója (rendezte: Harag György)

## Filmjei

### Játékfilmek
- Móricz Zsigmond: Nem élhetek muzsikaszó nélkül (1978) - rendező
- Hány az óra, Vekker úr? (1985) - szereplő (rendezte: Bacsó Péter)
- Küldetés Evianba (1988) - szereplő (rendezte: Szántó Erika)

### Tévéfilmek
- J.B. Priestley: Snuki (1978) - rendező
- Sütő András: Anyám könnyű álmot ígér (1979) - rendező
- Gianni Rodari: Torta az égen (1984) - rendező
- Páskándi Géza: Csodatopán (1984) - rendező

## Díjai, elismerései
- Jászai Mari-díj (1970)
- Érdemes művész (1975)
- Kiváló művész (1985)
- Kossuth-díj (1994)
- Magyar Örökség díj (2006) – posztumusz